# Henri Koudossou
Henri Koudossou (* 3. September 1999 in München) ist ein deutscher Fußballspieler, der als Leihspieler des Bundesligisten FC Augsburg beim 1. FC Nürnberg unter Vertrag steht. 

## Karriere
Koudossou begann seine Karriere beim FC Ismaning. Zur Saison 2017/18 wechselte er zum FC Memmingen. In Memmingen spielte er im Mai 2018 auch zweimal für die Reserve in der Landesliga. Zur Saison 2018/19 wechselte er zum fünftklassigen SV Pullach. In zwei Spielzeiten absolvierte er dort 38 Partien in der Bayernliga.
Im August 2020 wechselte Koudossou zur Regionalligamannschaft des Bundesligisten FC Augsburg. Für Augsburg II spielte er 31 Mal in der Regionalliga, ehe er im Juni 2022 einen bis Juni 2025 laufenden Profivertrag erhielt und in den Bundesligakader rückte. Nachdem er zu Beginn der Saison 2022/23 aber wieder nur in der Regionalliga gespielt hatte, wurde er im August 2022 an den österreichischen Bundesligisten SC Austria Lustenau verliehen.
Sein Debüt in der Bundesliga gab er im September 2022, als er am achten Spieltag jener Saison gegen den LASK in der 67. Minute für Cem Türkmen eingewechselt wurde. Für Lustenau kam er bis Saisonende sechsmal in der Bundesliga zum Einsatz.
Im Sommer 2023 folgte eine einjährige Leihe zum niederländischen Zweitligisten ADO Den Haag, wo er mit 31 Einsätzen die erhoffte Spielpraxis sammeln konnte.  
Am 3. Spieltag der Saison 2024/25 kam Koudossou zu seinem Bundesliga-Debüt für den FC Augsburg, als er in der 83. Minute beim 3:1-Heimsieg gegen den FC St. Pauli für Dimitrios Giannoulis eingewechselt wurde.
Zur Saison 2025/26 wechselte er auf Leihbasis für ein Jahr zum 1. FC Nürnberg in die 2. Bundesliga.